# Strobilanthes tripartita
Strobilanthes tripartita är en akantusväxtart som beskrevs av John Richard Ironside Wood. Strobilanthes tripartita ingår i släktet Strobilanthes och familjen akantusväxter. Inga underarter finns listade i Catalogue of Life.